# عبد الرحيم نجم
عبد الرحيم نجم (مواليد 31 ديسمبر 1954) هو ملاكم مغربي، مثّل بلاده في الألعاب الأولمبية الصيفية 1976.

## روابط خارجية
عبد الرحيم نجم على موقع أوليمبيديا (الإنجليزية)